# Bataille de Fort Pillow
Guerre de Sécession
Batailles
Expédition de Forrest dans le Tennessee de l'ouest et le Kenctuky
- Paducah
- Fort Pillow

La bataille de Fort Pillow se déroula le 12 avril 1864, durant la guerre de Sécession. Affrontement mineur de ce conflit, il est cependant bien connu par la polémique qu'il a suscitée sur un massacre de prisonniers nordistes.

## Le contexte
En 1864, les Nordistes ont réussi à prendre le contrôle de la vallée du Mississippi, coupant en deux le territoire de la Confédération. Plusieurs armées, sous le commandement des généraux Grant et Sherman s'apprêtent à passer à l'offensive.
Pour contrer cette menace, les Confédérés prévoient, entre autres, de lancer des raids de cavalerie en arrière des lignes ennemies, pour détruire mais aussi récupérer des fournitures nécessaires à l'effort de guerre. C'est à l'occasion d'un tel raid, et sur le chemin du retour, que les forces sudistes vont donner l'assaut au Fort Pillow.

## Les forces en présence

### Union
L'ouvrage fortifié de Fort Pillow a été construit par les Confédérés au début du conflit pour surveiller le trafic sur le fleuve et interdire le passage de navires de l'Union. Il est situé à une quarantaine de kilomètres en amont de Memphis. Son nom est celui d'un général, Gideon J. Pillow, qui s'était illustré lors de la guerre contre le Mexique. 
Bâti sur une petite éminence au bord du fleuve, c'est un ouvrage en terre destiné à abriter des batteries tournées vers le fleuve (elles sont dimensionnées pour 40 canons. Mais elles sont susceptibles d'être noyées lors des crues du fleuve). Il dispose de parapets de quatre pieds de large (1,20 mètre) et de six pieds de haut (1,80 mètre). Il forme ainsi un demi-cercle entre le fleuve et un gros ruisseau, Coal Creek, qui s'y jette au nord. Il est de surcroît entouré d'un fossé de six pieds de profondeur (1,80 mètre) et 12 de large (3,70 mètres). Composé à l'origine d'une seule enceinte de 3 200 mètres de long, environ, les Confédérés, trouvant la superficie trop grande à défendre, rajoutent une seconde enceinte à l'intérieur.
En juin 1862, sous le bombardement de navires fédéraux, mais surtout devant le risque d'être coupés du reste de l'armée qui retraite après le siège de Corinth, les Sudistes évacuent le fort qui est occupé deux jours plus tard par les fédéraux. Ceux-ci rajouteront une 3e enceinte en construisant un réduit, tout en haut du monticule.
Le fort est environné de plusieurs tertres qui permettent de voir et tirer dans le fort. C'est-à-dire que les défenseurs, derrière leur parapet, n'ont aucune protection contre des tirs venant de côté ou derrière eux.

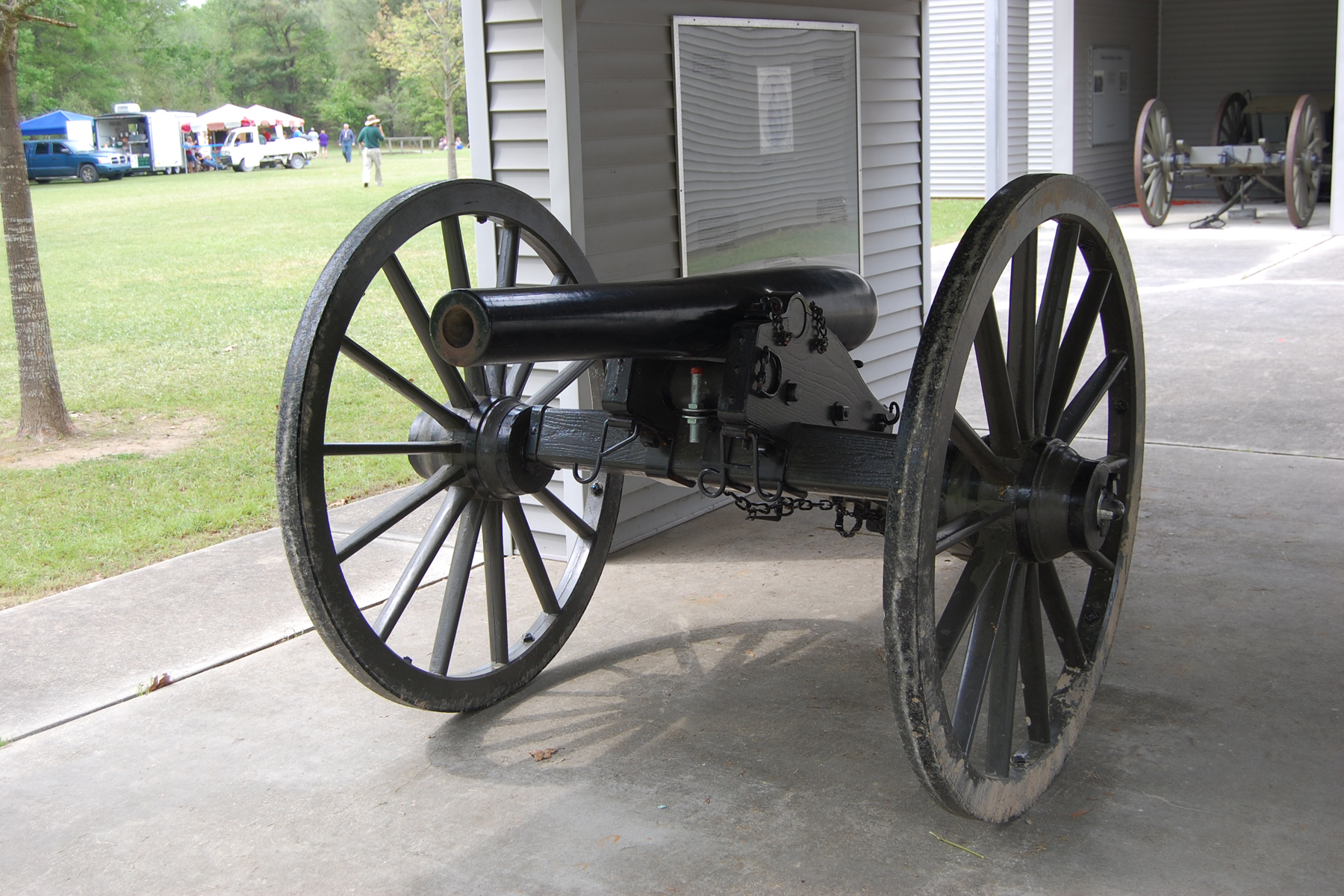
Type de canon Parrott.

Le fort dispose de six pièces d'artillerie. Ce sont deux canons de campagne de 6 livres, deux obusiers de 12 livres et deux canons Parrott de 10 livres.
Les troupes nordistes sont expérimentées, placées sous le commandement du major L. F. Booth :
- premier bataillon du 6e régiment d'artillerie lourde[4], 4 compagnies, 8 officiers et 213 soldats ;
- la compagnie D du 2e régiment d'artillerie montée[5], 1 officier et 40 hommes. Ces 2 unités sont colored, c'est-à-dire composées de soldats noirs ; les officiers, eux, sont des blancs.
- cinq compagnies du 13e de cavalerie du Tennessee (10 officiers et 285 hommes). Ce régiment est en cours de constitution[6]. Les défenseurs de Fort Pillow sont donc, soit des troupes noires, soient composées de soldats du Tennessee, ceux que les confédérés appellent « renégats », Tennessee Tories ou homemade yankees (ce qui peut être traduit en « yankee d'occasion »).

Se rajoute une canonnière, l'USS New Era, qui intervient dans le combat.

### Confédération
Il s'agit d'une troupe de cavalerie, entre 2 500 et 1 500 hommes. Le nombre n'est pas très précis car le corps principal envoie fréquemment des détachements opérer sur des objectifs secondaires.
Sur le papier, les troupes confédérées représentent deux divisions :
- division Buford (brigades Bell et Thompson) ;
- division Chalmers (brigades Mc Culloch et Richardson).

## Le combat
Les troupes confédérées arrivent au matin du 12 avril. Elles combattent, chassent les postes avancés nordistes et encerclent le fort. Vers 9 heures, le major Booth est tué. Le commandement passe au major Bradford, du 6e d'artillerie.
Profitant des reliefs et du couvert de la végétation, les Sudistes peuvent faire pleuvoir une grêle de balles sur les défenseurs qui ne peuvent s'en protéger. Ils ne peuvent même pas tirer car obligés de se montrer au-dessus du parapet pour tirer sur les assaillants. La canonnière New Era, sous les ordres du capitaine Marshall, bombarde les alentours mais ses tirs ne semblent pas avoir vraiment gêné les Sudistes.
À 13 heures, les Sudistes ont atteint le fossé du fort, où ils sont relativement à l'abri, les tireurs nordistes devant s'exposer pour leur tirer dessus et les canons ne peuvent être pointés aussi bas pour être efficaces.
Vers 15 heures 30, le général sudiste, Nathan Forrest, envoie un parlementaire pour exiger la reddition du fort, demande rejetée par les Nordistes. L'assaut est lancé et le fort est submergé. Les défenseurs se replient ou tentent de fuir vers le fleuve mais sont poursuivis par les Sudistes. Des forces sudistes, positionnées au nord et au sud, près de la rive, les fusillent à leur tour.

## Massacre?
Pour les Nordistes, il y a eu massacre des défenseurs après leur reddition. Cela remonte au niveau du président Lincoln. Le major-général nordiste C. C. Washburn écrira jusqu'au général Lee pour dénoncer ce crime.
Pour les Sudistes, il n'y a pas eu massacre, mais assaut d'une position ayant refusé la reddition et donc accepté toutes les conséquences du combat. Il est vrai que les Sudistes refusent de considérer les soldats noirs comme des soldats mais seulement comme des esclaves évadés devant être rendus à leurs propriétaires ou vendus à de nouveaux maîtres.
Le petit nombre de survivants (63 soldats noirs seulement, par exemple) et la mort de plusieurs prisonniers dans les jours qui suivent, ainsi que les témoignages fournis par des survivants, laissent penser que les Sudistes massacrèrent les Nordistes qui s'étaient rendus. Pour leur part, les Sudistes rejetèrent cette accusation, mettant les pertes sur le compte de l'intensité du combat.

## Les conséquences
Sur le plan militaire, ce combat est sans conséquence. Les Fédéraux récupèrent le fort, évacué par les Sudistes, sans combat.
En revanche, la question du « massacre » va peser sur la question des prisonniers dans chaque camp et dans les mesures de représailles qui pourraient être mises en œuvre. Elle servira même dans la campagne électorale présidentielle de cette année-là.

## Pour en savoir plus